# Richard Preston (1er comte de Desmond)
Richard Preston, 1er comte de Desmond (mort en 1628) est un favori du roi Jacques Ier d'Écosse et d'Angleterre.

## Jeunesse
Richard est le troisième fils de Richard Preston de Whitehill à Midlothian, près d'Édimbourg. Sa famille est de petite noblesse de la région d'Édimbourg et possède le château de Craigmillar à la fin du XVIe et au début du XVIIe siècle.

## Favori
Sa famille place Richard comme page à la cour du roi à Édimbourg où il est mentionné à ce titre en 1591. Le roi Jacques a une série de relations personnelles avec des courtisans masculins, appelés ses favoris, soupçonnés d'avoir été les partenaires homosexuels du roi. Esmé Stewart, qu'il fait comte et duc de Lennox, semble avoir été le premier. Après le raid de Ruthven en 1582, le roi est contraint d'exiler Lord Lennox en France .
Richard, le page, gagne la faveur spéciale du roi dans les années 1580 ou 1590 après le départ de Lennox. Lorsque James accède au trône d'Angleterre, en 1603, Richard l'accompagne en Angleterre et est fait chevalier lors du couronnement du roi à Londres le 25 juillet 1603. Il est alors fait palefrenier de la chambre privée . En 1607, Richard est nommé agent de police du château de Dingwall en Écosse. Il achète la baronnie de Dingwall et le 8 juin 1609, le roi le crée Lord Dingwall. À Londres, le roi rencontre en 1608 Robert Carr qui devient son favori et semble avoir supplanté Lord Dingwall.
En 1609, Preston assiste au tournoi du jour de l'accession et présente une reconstitution historique d'un éléphant artificiel, conçu par Inigo Jones, qui se frayait un chemin lentement autour du chantier .

## Mariage et descendance
En 1614, le roi arrange pour Lord Dingwall un mariage avec la riche héritière Elizabeth Butler, fille unique de Thomas Butler (10e comte d'Ormonde) et veuve de Theobald Butler, 1er vicomte Bulter de Tulleophelim qui meurt sans enfant en janvier 1613.
Le roi impose ce mariage à Thomas, le père d'Elizabeth, qui ne voulait pas du favori royal pour gendre mais ne peut s'opposer à la volonté du roi. Black Tom meurt peu après le mariage le 22 novembre 1614.
Richard et Elizabeth ont un enfant unique :
- Elizabeth (1615-1684), épouse James Butler et devient duchesse d'Ormonde[13]

## Dernières années
Le 19 juillet 1619, Lord Dingwall est créé comte de Desmond dans la troisième création de ce titre. Dans sa première création, le comté de Desmond est détenu par la dynastie Hiberno-Normande FitzGerald. Après l'échec de la deuxième rébellion de Desmond contre la reine Élisabeth Ire d'Angleterre, le comté de Geraldine est confisqué par la couronne en 1582 et tous ses héritiers sont déclarés hors la loi. Le titre est créé pour la deuxième fois pour James Fitzgerald – une créature pathétique de la Couronne décédée sans le sou et sans descendance. Après la mort de Richard Preston, la troisième création s'éteint à son tour. Une quatrième création donne le titre à la famille des comtes de Denbigh.
Le 26 mai 1623, le roi Jacques Ier fait du jeune James Butler, futur duc d'Ormonde, pupille de Lord Desmond, et place James à Lambeth, Londres, sous la garde de George Abbot, archevêque de Cantorbéry pour être élevé comme un Protestant.
Son épouse Elizabeth Butler meurt le 10 octobre 1628 au Pays de Galles. Le 28 octobre 1628, Lord Desmond se noie dans un passage entre Dublin et Holyhead.

## Sources
- Thomas Birch et Robert Folkestone Williams, The Court and Times of James I, London, Henry Colburn, 1848 (OCLC 00691754, lire en ligne)
- Martin Butler, The Stuart Court Masque and Political Culture, Cambridge, Cambridge University Press, 2008 (ISBN 978-0-521-88354-2)
- Thomas Carte, The Life of James Duke of Ormond, vol. 1, Oxford, Oxford University Press, 1851 (1re éd. 1st pub. 1736) (OCLC 1086656347, lire en ligne) – 1613 to 1641
- George Edward Cokayne, Complete Peerage of England, Scotland, Ireland, Great Britain and the United Kingdom, Extant, Extinct, or Dormant, vol. 3, London, George Bell and Sons, 1890 (OCLC 1180838776, lire en ligne) – D to F (for Desmond)
- George Edward Cokayne, Complete Peerage of England, Scotland, Ireland, Great Britain and the United Kingdom, Extant, Extinct, or Dormant, vol. 6, London, George Bell and Sons, 1895 (OCLC 1180818801, lire en ligne) – N to R (for Ormond)
- George Crawfurd, The Peerage of Scotland: Containing an Historical and Genealogical Account of the Nobility of that Kingdom, Edinburgh, Printed for the author, 1716 (OCLC 1050789005, lire en ligne)
- Patrick Theobald Tower Butler, Baron Dunboyne, Butler Family History, Kilkenny, Rothe House, 1968 (lire en ligne)
- Handbook of British Chronology, London, 3rd, coll. « Royal Historical Society Guides and Handbooks, No. 2 », 1986 (ISBN 0-86193-106-8, lire en ligne) (for timeline)
- John Lodge, The Peerage of Ireland or, A Genealogical History of the Present Nobility of that Kingdom, vol. 4, Dublin, James Moore, 1789 (OCLC 264906028, lire en ligne) – Viscounts (for Butler, Viscount Mountgarrett)
- Sir James Balfour Paul, The Scots Peerage, Founded on Wood's Edition of Sir Robert Douglas's Peerage of Scotland, vol. 3, Edinburgh, David Douglas, 1906 (OCLC 505064285, lire en ligne) – Crawford to Falkland (for Dingwall)
- Sir James Balfour Paul, The Scots Peerage, Founded on Wood's Edition of Sir Robert Douglas's Peerage of Scotland, vol. 5, Edinburgh, David Douglas, 1908 (OCLC 505064285, lire en ligne) – Innermeath to Mar (for Lennox)